# Ulysse ou les Mauvaises Rencontres
Pour plus de détails, voir Fiche technique et Distribution.
Ulysse ou les Mauvaises Rencontres est un film français réalisé par Alexandre Astruc, sorti en 1949.

## Synopsis
L'Odyssée d’Homère parodiée sur le mode burlesque.

## Fiche technique
- Titre : Ulysse ou les Mauvaises Rencontres
- Titre alternatif : Aller et retour
- Réalisation : Alexandre Astruc
- Scénario : Alexandre Astruc, Jean Cau et Anne-Marie Cazalis
- Commentaire : Jean Cau
- Costumes : Jean Cocteau
- Producteur délégué : Anet Badel
- Dates et lieu de tournage : novembre 1948, Théâtre du Vieux-Colombier
- Format : noir et blanc — 16 mm — 1,37:1 — mono
- Genre : court métrage burlesque
- Date de sortie : 
  - France  : 1949

## Distribution
- Jean Cocteau : Homère
- Jean Genet : le Cyclope
- Daniel Gélin : Télémaque
- Simone Signoret : Pénélope
- Juliette Gréco : Circé ou Calypso
- Yvonne de Bray : la Pythie
- Marc Doelnitz : Ulysse
- France Roche : Hélène
- François Chalais : Ménélas
- Boris Vian : un Lotophage
- Christian Bérard : Neptune
- Sylvia Bataille
- Danièle Delorme
- Henri Troyat
- Jean Cau (voix off) : le narrateur